# 탤리 마크

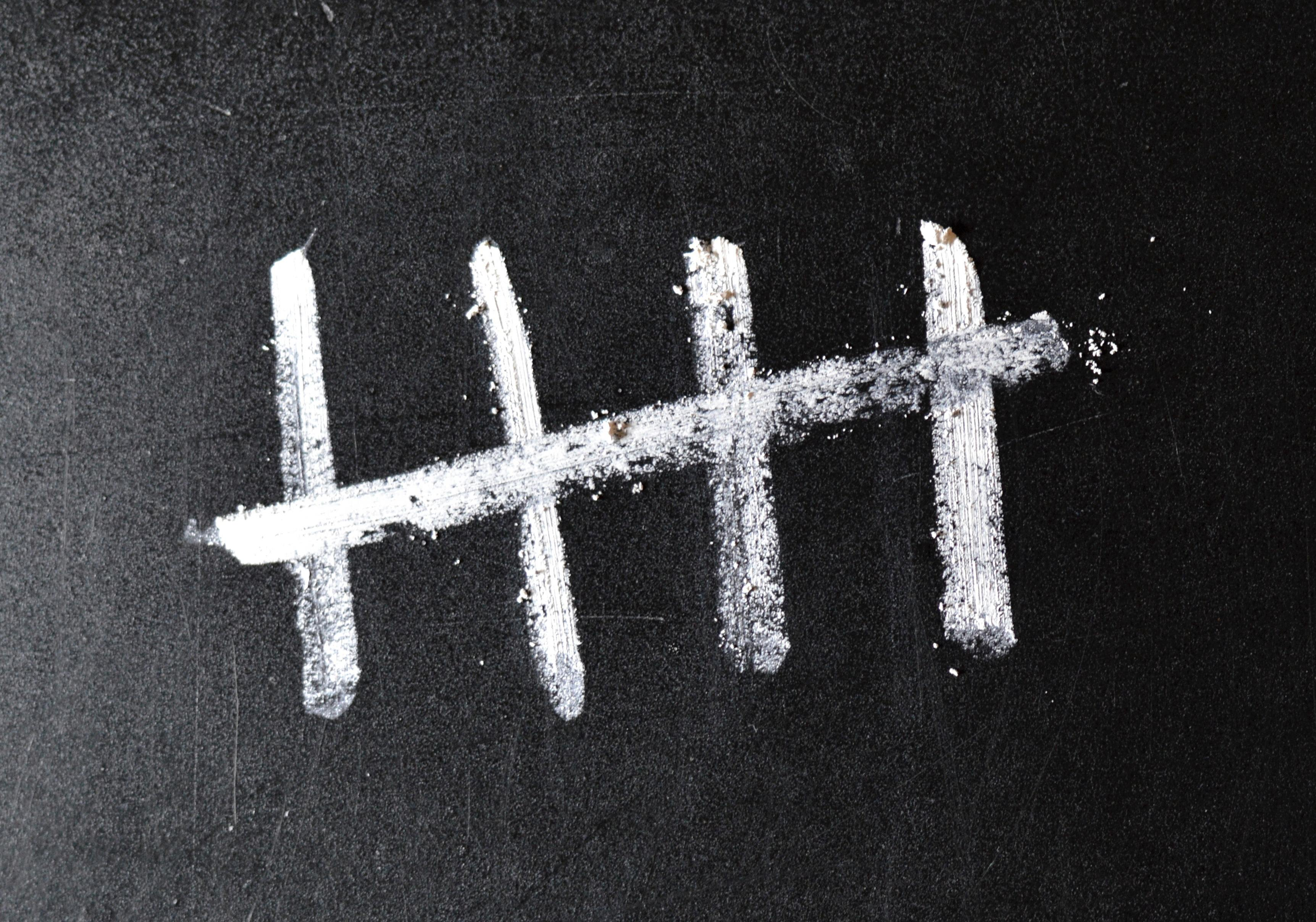
칠판 위에 표기한 탤리 마크

탤리 마크(tally mark) 또는 해시 마크(hash mark)는 셈에 사용되는 기수법의 한 형태이다. 이는 일진법 체계로 생각할 수 있다.
중간 결과를 지우거나 버릴 필요가 없기 때문에 게임이나 스포츠의 점수와 같은 지속적인 결과를 셈하거나 계산하는 데 가장 유용하다. 그러나 숫자의 길이가 길기 때문에 정적 텍스트에는 일반적으로 집계가 사용되지 않는다. 탤리 스틱으로 알려진 노치 스틱도 역사적으로 이러한 목적으로 사용되었다.

## 유니코드
| 막대식 숫자 계산[1][2] Official Unicode Consortium code chart (PDF)                   |   |   |   |   |   |   |   |   |   |   |   |   |   |   |   |   |
|                                                                                       | 0 | 1 | 2 | 3 | 4 | 5 | 6 | 7 | 8 | 9 | A | B | C | D | E | F |
| U+1D36x                                                                               | 𝍠 | 𝍡 | 𝍢 | 𝍣 | 𝍤 | 𝍥 | 𝍦 | 𝍧 | 𝍨 | 𝍩 | 𝍪 | 𝍫 | 𝍬 | 𝍭 | 𝍮 | 𝍯 |
| U+1D37x                                                                               | 𝍰 | 𝍱 | 𝍲 | 𝍳 | 𝍴 | 𝍵 | 𝍶 | 𝍷 | 𝍸 |   |   |   |   |   |   |   |
| Notes 1.^ As of Unicode version 15.1 2.^ Grey areas indicate non-assigned code points |   |   |   |   |   |   |   |   |   |   |   |   |   |   |   |   |

## 같이 보기
- 주판
- 목골조
- 산가지
- 행맨 (게임)
- 커뮤니케이션의 역사
- 수학사
- 선사 숫자
- 키푸
- 로마 숫자